# True Blue (singolo Madonna)
True Blue (in Italiano "fedele") è una canzone della cantautrice statunitense Madonna ed è la canzone che dà il titolo al suo terzo album. Il singolo, terzo estratto dall'album, uscì il 9 ottobre 1986. Una quantità limitata di singoli venne pubblicata in vinile di colore blu. Scritta e prodotta da Madonna e Steve Bray, la canzone parla dei sentimenti che la cantante provava per il marito di allora, Sean Penn, e a lui era dedicata. Si tratta di una canzone dance-pop che presenta il suono della chitarra ritmica, delle tastiere e delle percussioni, e l'uso del sintetizzatore.
True Blue ottenne fin da subito un ottimo successo commerciale, raggiungendo la prima posizione in Regno Unito, Irlanda e Canada e raggiungendo la terza posizione nella classifica Billboard Hot 100 negli Stati Uniti. In Italia raggiunse la posizione n°20 nella classifica dei singoli più venduti del 1986. Il video musicale presenta Madonna con un nuovo look: più magra e dai capelli biondo platino. True Blue fu interpretata durante il Who's That Girl Tour (1987) e il Rebel Heart Tour (2015-16).
In Giappone il brano fu utilizzato anche in una pubblicità per Mitsubishi nel 1987.

## La canzone
Madonna scrisse e produsse la canzone con Steve Bray. Secondo la popstar il brano prende il titolo da un'espressione che l'allora marito Sean Penn usava frequentemente e che rispecchiava la sua visione pura dell'amore. True Blue è dedicata al marito, così come è dedicato al marito tutto l'album. Si tratta di una canzone dance-pop ispirata ai gruppi femminili degli anni '60.[15] Bill Holdship di LAUNCHcast affermò che True Blue è uno meraviglioso tributo che Madonna offrì ai gruppi femminili degli anni '50 e '60. Nel suo libro Madonna: An Intimate Biography J. Randy Taraborrelli descrisse True Blue come "la canzone più leggera e divertente dell'intero album a cui dà il titolo" e ne sottolineò il sapore rétro anni '50.

## Video
Esistono due versioni del video che accompagna la canzone; nella prima Madonna non appare perché fu indetto un concorso da MTV per far partecipare gli ammiratori della cantante alla realizzazione del video. L'altra versione, certamente più conosciuta, ispirata agli anni cinquanta, è diretta da James Foley e ritrae Madonna con tre ballerine in un'auto anni '50 in uno studio interamente blu. Due delle ballerine in questione sono molto amiche di Madonna, Erica Bell e Debi Mazar. La prima aveva già preso parte ai video di Lucky Star e Papa Don't Preach e la seconda a quelli di Papa Don't Preach e Music.

## Remix ufficiali
1. True Blue (Remix/Edit) – 4:22
2. True Blue (The Color Mix) – 6:38
3. True Blue (Instrumental) – 6:41
4. True Blue (Fade) – 3:59

## Esecuzioni del vivo
Madonna interpretò True Blue per la prima volta durante il Who's That Girl Tour del 1987. Madonna saliva sul palco indossando un vestito blu, dopo avere eseguito Lucky Star. In una scenografia simile a quella del videoclip della canzone, la cantante veniva accompagnata dalle due coriste, che recitavano il ruolo delle sue amiche.
La canzone fu riproposta nel 2015 e nel 2016 durante il Rebel Heart Tour in una versione acustica dove Madonna suona l'ukulele stando seduta su una catasta di pneumatici e invitando il pubblico a cantare insieme a lei.

## Classifiche
Il singolo della canzone raggiunse la 4ª posizione in Italia, la 3° negli USA e la 1° nel Regno Unito.
| Classifica (1986) | Posizione massima |
| ----------------- | ----------------- |
| Australia         | 5                 |
| Austria           | 9                 |
| Belgio            | 3                 |
| Canada            | 1                 |
| Europa            | 1                 |
| Francia           | 6                 |
| Germania          | 6                 |
| Irlanda           | 1                 |
| Italia            | 4                 |
| Nuova Zelanda     | 3                 |
| Paesi Bassi       | 4                 |
| Regno Unito       | 1                 |
| Spagna            | 12                |
| Stati Uniti       | 3                 |
| Sudafrica         | 3                 |
| Svezia            | 18                |
| Svizzera          | 6                 |

### Classifiche di fine anno
| Classifica (1986) | Posizione |
| ----------------- | --------- |
| Australia         | 45        |
| Belgio            | 29        |
| Canada            | 31        |
| Paesi Bassi       | 19        |
| Italia            | 20        |
| Regno Unito       | 10        |
| Stati Uniti       | 76        |